# Gerda Munck
Gerda Agnete Høpfner-Munck (Kolding, 2 gennaio 1901 – Risskov, 24 dicembre 1986) è stata una schermitrice danese, vincitrice di una medaglia d'oro ai Campionati Internazionali di scherma.